# XIV Reunião Ordinária do Conselho do Mercado Comum
A XIV Reunião Ordinária do Conselho do Mercado Comum ocorreu em julho de 1998, na cidade de Buenos Aires e Ushuaia.

## Participantes
Representando os estados-membros
- Fernando Henrique Cardoso
- Carlos Menem
- Julio Maria Sanguinetti
- Juan Carlos Wasmosy Monti

## Decisões
A reunião produziu doze decisões.